# Гачаг
Гачаги (азерб. Qaçaq — беглец) — так в Азербайджане называли боровшихся против засилья власть имущих и царских чиновников. Человек, ушедший в горы, живущий вне власти и закона, ведущий партизанский образ жизни. Синоним слова «абрек».
В 1880-е годы получили известность гачаги Тариверди Аллахкули оглы и Али Хидир оглы, отряды которых действовали в Газахском, Елизаветпольском, Шушинском, Джеватском, Шемахинском, Нахчыванском и Зангезурском уездах. Районом наиболее широкого распространения гачагства являлся Губинский уезд. В 1880-х годах в уезде оперировало до 17 отрядов гачагов (под руководством Мешади Меджида, Шихзаде Бедала и других). Гачаг Камбар действовал в районе Гянджи, Сулейман и Муртуза — в Карабахе, Юсиф — в Закатальском округе, гачаг Керем — в западных районах Северного Азербайджана, Керим Эфенди оглы Куткашенский — в Нухинском уезде.
Одними из самых известных были действовавший в 1880-х и последующие годы в районе Елизаветполя гачаг Дали-Али, а также гачаг Наби, который действовал в Зангезурском уезде Елизаветпольской губернии, помогая бедным крестьянам, которые в свою очередь оказывали ему всяческую помощь и содействие.